# Van Maanen (geslacht)
Van Maanen is een Nederlands geslacht uit het Patriciaat, dat oorspronkelijk afkomstig is uit Gelderland. De familie ontleent haar naam aan de buurschap Manen ten zuiden van Ede, en bracht onder meer rechters en predikanten voort. Het geslacht werd in 1901 opgenomen in de eerste editie van het  Blauwe boekje, 'Nederland's Patriciaat’.
De stamreeks begint met Wouter van Maanen, die omstreeks 1625 werd geboren. Zijn achterkleinzoon Cornelis (1708-1742) was notaris en procureur en tevens de eerste van een reeks juristen uit dit protestantse geslacht. De familie bracht ook politici, medici en predikanten voort.

## Enkele telgen
- Cornelis van Maanen (1708-1742), notaris en procureur bij de Raad van de Prins van Oranje en de Staten-Generaal van de Nederlanden
  - Johannes van Maanen (1738-1795), advocaat, daarna raadsheer in het Hof van Holland, Zeeland en West-Friesland
    - Cornelis Felix van Maanen (1769-1846), minister van Justitie onder koning Lodewijk Napoleon en koning Willem I, daarna minister van Staat; in 1798 gehuwd met Maria Theodora van der Meersch (1771-1855), lid van de familie Van der Meersch
      - Guillaume Adrien Gérard van Maanen (1801-1871), jurist en procureur-generaal van de Hoge Raad der Nederlanden; in 1827 gehuwd met Wilhelmina Johanna Bakker (1805-1885), dochter van hoogleraar geneeskunde Gerbrand Bakker
        - Cornelis Felix Theodorus van Maanen (1829-1899), advocaat-generaal bij de Hoge Raad; in 1888 gehuwd met Dodonea Jacoba Cats (1850-1905), lid van de familie Cats
        - Johan Willem Gerbrand van Maanen (1834-1926), Remonstrants predikant, daarna docent
          - Adriaan van Maanen (1884-1946), astronoom en naamgever van de Ster van Van Maanen en de maankrater Van Maanen

    - Pieter Jacob van Maanen (1770-1854), hoogleraar geneeskunde in Harderwijk en Amsterdam, lijfarts van koning Lodewijk Napoleon, lid van de Vergadering van Notabelen
      - Jean Rudolphe van Maanen (1799-1883), medicus, lid van de Provinciale Staten van Gelderland
        - Henriette Christine van Maanen (1833-1927); in 1862 gehuwd met koopman Joost van Vollenhoven (1818-1884), lid van de familie Van Vollenhoven

      - Jean Marie van Maanen (1801-1890), president van het Provinciaal Gerechtshof van Noord-Holland, lid van de Provinciale Staten van Noord-Holland

    - Gerardus Johannes van Maanen (1772-1856), secretaris der cijfers van het Ministerie van Buitenlandse Zaken
      - Lucretius Jacobus van Maanen (1807-1860), raadsheer in het Provinciaal Gerechtshof van Zeeland

    - Florentinus Jacobus van Maanen (1777-1861), medicus, wethouder van Den Haag, lid van de Provinciale Staten van Zuid-Holland

  - Felix van Maanen (1739-1813), lid vroedschap en rechtbank in Den Haag; in 1769 gehuwd met Elisabeth Marie Guicherit (1739-1786), dochter van hofpredikant Jean Isaac Guicherit
    - Abraham Louis van Maanen (1775-1807), predikant bij de Waalse gemeente in Den Haag
      - Felix Theodorus Marinus van Maanen (1802-1871), kapitein der infanterie van het Oost-Indisch Leger, ridder in de Militaire Willems-Orde

    - Felix Jean François van Maanen (1778-1835), gemeenteraadslid in Den Haag; in 1805 gehuwd met Cornélie Albertine Françoise Delprat (1787-1869), dochter van hofpredikant Daniël Delprat
      - Théodore Albert van Maanen (1810-1887), majoor der genie; in 1835 gehuwd met Johanna Frederika Charlotte Taalman Kip (1797-1880), lid van de familie Kip

## Wapen
Het wapen bestaat uit drie zilveren wassenaars in blauw. Het helmteken is een zilveren wassenaar en de dekkleden zijn blauw, gevoerd van zilver.
Geslachten die opgenomen zijn in het sinds 1910 verschijnende genealogische naslagwerk Nederland's Patriciaat. Lijst volgens opgave van het CBG Centrum voor familiegeschiedenis.
A · B · C · D · E · F · G · H · I · J · K · L · M · N · O · P · Q · R · S · T · U · V · W · Y · Z